# Ramalea
Ramalea is een geslacht van korstmossen dat behoort tot orde Lecanorales. De familie is nog niet eenduidig vastgelegd (incertae sedis). De typesoort is Ramalea tribulosa.

## Soorten
Volgens Index Fungorum bevat het geslacht drie soorten (peildatum oktober 2021):
| Soortnaam             | Auteur(s)               | Publicatiejaar |
| --------------------- | ----------------------- | -------------- |
| Ramalea coilophylla   | (Müll. Arg.) Müll. Arg. | 1895           |
| Ramalea myriocladella | Müll. Arg.              | 1895           |
| Ramalea tribulosa     | Nyl.                    | 1866           |